# Den tatuerade fjärilen
Den tatuerade fjärilen (ursprungligen publicerad under namnet The White Mercedes, men numera känd som The Butterfly Tattoo) är en roman från 1992, skriven av Philip Pullman. Pullman ville skriva en bok om kärlek och död som var realistisk för ungdomar i nutiden. Han valde att placera handlingen i staden Oxford där han bor. I Sverige utgavs Den tatuerade fjärilen år 2006. 

## Handling
Boken handlar om en ung kille vid namn Chris. Han har ett sommarjobb på Oxford Entertainment Systems som en kväll i juni fått uppdraget att arrangera en studentbal. Chris är där och jobbar när han träffar den mest underbara flicka han någonsin sett med olivfärgad hud och mörka ögon och kort mörkt hår. Hon är jagad och han gömmer henne.
Efter den kvällen kan Chris inte tänka på något annat än flickan, Jenny. Han letar efter henne och finner henne till slut. De inleder en romans, men tappar bort varandra eftersom ingen vet vad den andre heter i efternamn eller vet den andres adress. 
Deras liv fortsätter på skilda håll, men de fortsätter ändå att söka efter varandra.

## Filmatisering
Boken har filmatiserats 2009 under titeln The Butterfly Tattoo med Jessica Blake, Duncan Stuart i huvudrollerna. Filmen regisserades av Phil Hawkins.